# Marjal

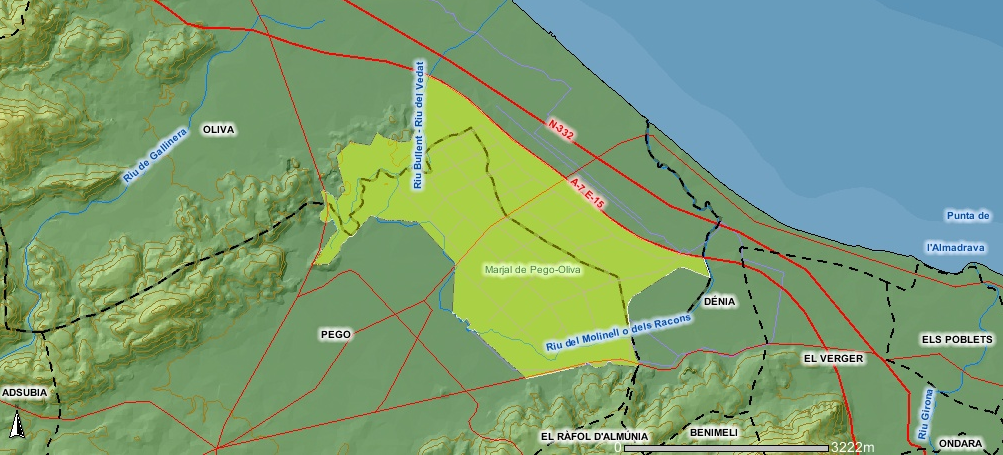
Mapa del Parque natural del Marjal de Pego-Oliva.

El marjal es una zona húmeda, generalmente cercana al mar, de gran riqueza tanto en fauna como en flora. Estas zonas húmedas a menudo son estaciones de paso en la migración de las aves entre el norte de Europa y África.
Este terreno bajo y pantanoso se halla cubierto de vegetación prácticamente en su totalidad y el origen de sus aguas puede ser diverso (aporte fluvial, subterráneo, marea, etc.).
Los marjales, como zonas llanas próximas al mar, han sufrido la presión urbanística, especialmente en la Comunidad Valenciana (España), con el peligro medioambiental que su desaparición supondría.
Entre ellos uno de los que más se destaca es el marjal de Pego-Oliva que está situado entre esos dos pueblos, en la provincia de Valencia. Es de una gran riqueza tanto en flora como en fauna.
"El marjal de la Albufera", que se halla en los alrededores de la Albufera de Valencia y formando parte de su parque natural, es uno de los más extensos de la península ibérica. Está dedicado prácticamente en su totalidad al cultivo del arroz y sometido, además, a la presión de la transformación de los arrozales en cultivos de huerta para hacerlos más rentables, del mismo modo que la propia Albufera estaba antiguamente presionada por el aterramiento de su periferia para cultivar arroz.